# Chongqing Jiangling Machinery Works
Chongqing Jiangling Machinery Works war ein Hersteller von Motoren und Automobilen in Chongqing (Volksrepublik China).

## Unternehmensgeschichte
Das Unternehmen begann 1984 mit der Produktion von Automotoren. So entstanden 1993 64.200 Motoren vom Typ JL 462 Q, die an andere Automobilhersteller wie Jiangsu Jiuzhou Automobile Industry verkauft wurden. 1993 kam die Herstellung von Automobilen dazu. Der Markenname lautete Lingyang. 1994 entstanden 43 Fahrzeuge. In dem Jahr endete auch die Produktion.

## Fahrzeuge
Im Angebot stand das Modell JLJ 1010, auch JF 1010 genannt. Dies war eine viertürige Limousine mit Stufenheck. Das Fahrzeug war bei einem Radstand von 280 cm 435 cm lang, 160 cm breit und 143 cm hoch. Das Leergewicht war mit 900 kg angegeben. Ein selbst hergestellter Motor mit 797 cm³ Hubraum und 26 kW Leistung trieb die Fahrzeuge an.